# 三國志曹操傳
《三國志曹操傳》是日本光榮公司於1999年出版的英傑傳系列遊戲，故事以三國時代群雄曹操為主軸。在微軟Windows平台上推出。
光榮公司於2013年宣布與NEXON共同開發手機遊戲版的《三國志曹操傳Online》，2016年於韓國上架，2017年在台灣開放。
此作是英杰传系列第五部作品，亦為最后一部作品，也是系统最完善，评价最好的一作。以它为基础出现了很多Mod作品，如三國志姜维傳、岳飞传等。

## 介紹
在遊戲中，玩家扮演曹操，一步步實現統一中國的夢想。劇情描寫從討伐黃巾軍的潁川之戰開始，至不同結局一統三國。其中有許多關卡，在進入每一個關卡之前都有劇情，令玩家更瞭解曹操的生平。

## 特色
- 本作以曹操與以其為首的曹魏勢力為主角。
- 登場人物共計有161人，分為十多種職業，如軍師、親衛隊、都督、弓騎兵、拳士、巫女、仙術士、霹靂車等。
- 遊戲特有「武具成長系統」，使人物身上裝備的武器、防具隨著使用的頻率提昇等級。而賣出較高等級的裝備，可以獲得提升各項能力屬性（如武力、智力、統率、敏捷等）的果子，用來增強我軍戰鬥力。
- 可藉由特殊事件或戰利品的方式獲得如倚天劍、青龍偃月刀、蛇矛、方天畫戟、流星錘、鶴氅、絕影、的盧、赤兔馬、孫子兵法、青囊書、玉璽等50種特殊寶物，當玩家全部收集完後，於下回重新開始遊戲時便能選擇直接擁有所有寶物。
- 遊戲介面中有一条半紅半藍的条棒，它表现出曹操内心的思考倾向，玩家可經由劇情中的對答選擇，進入紅線（奸雄線，描述曹操消滅蜀、吳，統一天下並稱帝）或藍線（英雄線，描述諸葛亮被魔王附身，曹操將其打敗）。除此之外，當忠奸在曹操身上取得平衡（也就是說，紅藍比例接近）時，還能進入隱藏的黃線（劇情與紅線大致相同，僅結局有些微差異）。

在進入關卡前，還有一個購買物品、整理裝備的階段，然後便是挑選武將，準備上場廝殺。進入戰場之後，玩家要與電腦輪流移動自己的部隊，以消滅敵方部隊或完成某項特定任務為目的，才能夠順利地進入下一段劇情介紹。
著名的歷史人物如夏侯惇、夏侯淵、曹仁、曹洪、樂進、李典、于禁、典韋、荀彧、荀攸、郭嘉、程昱、劉曄、許褚、滿寵、徐晃、張遼、賈詡、張郃、司馬懿、龐德等都會陸續加入，成為曹操的手下，玩家可以帶領他們參加多場著名戰役，如虎牢關之戰、宛城之戰、官渡之戰、赤壁之戰、合肥之戰、濡須口之戰、漢中之戰、樊城之戰等。在藍線（英雄線）中，關羽甚至也會成為曹操麾下的武將。
遊戲過程中某些人物相遇還會觸發特定的歷史事件，如夏侯淵對黃忠、龐德對周倉等。一旦這些事件發生，則遊戲會按歷史的真實情況執行，比如造成我方武將陣亡。

## 外部連結
- 三國志曹操傳官方網頁（页面存档备份，存于）